# Nyctemera seriatopunctata
Nyctemera seriatopunctata là một loài bướm đêm thuộc phân họ Arctiinae, họ Erebidae.